# Álvaro-Obregón-Talsperre (Guanajuato)
Die Álvaro-Obregón-Talsperre (nach einem benachbarten Ort auch „El Gallinero“ genannt) ist eine kleine Talsperre in Mexiko. Sie steht nordwestlich von Dolores Hidalgo in Guanajuato in Zentral-Mexiko und wurde 1946, nach anderen Angaben 1977 errichtet. Sie ist benannt nach Álvaro Obregón (1880–1928), einem General, der von 1920 bis 1924 Präsident von Mexiko war.

## Staumauer
Die Staumauer vom Typ Gewichtsstaumauer galt jahrzehntelang mit einer angeblichen Höhe von 260 m als eine der 10 höchsten Talsperren der Welt. In einschlägigen Listen wird sie dort immer noch geführt (siehe Weblinks). Dies beruht höchstwahrscheinlich auf einem Datenfehler.

## Stausee
Der Stausee hinter der Staumauer ist 1,4 km² groß und fasst bis zu 12,5 Mio. m³; er dient der Bewässerung und der Wasserversorgung.

## Sonstiges
Eine Talsperre gleichen Names (auch Oviacic-Talsperre genannt) befindet sich im Bundesstaat Sonora im Nordwesten Mexikos.

## Weblink
- Rekorde - Die 20 höchsten Absperrbauwerke der Welt